# Hadol
|  | Per a altres significats, vegeu «Hadol (Vosges)». |

Hadol fou un petit estat tributari protegit de l'agència de Mahi Kantha, a la presidència de Bombai. La capital era el petit poble de Hadol. L'estat mesurava 70 km². La població el 1901 era de 2.665 habitants repartits en 19 pobles. Els ingressos s'estimaven en 3.983 rupies i pagava un tribut de 113 rúpies al Gaikwar de Baroda i de 41 rupies al raja d'Idar. Abans de 1900 el thakur fou privat de jurisdicció judicial que va passar al thanadar de Gadhwara.